# Saalbau (Darmstadt-Eberstadt)
Der Saalbau in der Mühltalstraße 4 ist ein Bauwerk in Darmstadt-Eberstadt.

## Geschichte und Beschreibung
Der Saalbau wurde in der Mitte des 19. Jahrhunderts erbaut.
Stilistisch gehört das zierliche Gebäude zum Klassizismus.
Der giebelständige, eingeschossige alte dörfliche Saalbau besitzt eine Fassade, die durch große Rundbogenfenster gegliedert ist.
Die Fenster im Erdgeschoss haben eine aufwendige Sprossenteilung.
Im Gebäudeinneren gibt es einen großen Tanzsaal einer ehemals angegliederten Gaststätte.

## Denkmalschutz
Der Saalbau ist aus architektonischen und stadtgeschichtlichen Gründen ein Kulturdenkmal.